# Maple Heights (Ohio)
Maple Heights es una ciudad ubicada en el condado de Cuyahoga en el estado estadounidense de Ohio. En el Censo de 2010 tenía una población de 23138 habitantes y una densidad poblacional de 1.727,31 personas por km².

## Geografía
Maple Heights se encuentra ubicada en las coordenadas 41°24′33″N 81°33′46″O / 41.40917, -81.56278. Según la Oficina del Censo de los Estados Unidos, Maple Heights tiene una superficie total de 13.4 km², de la cual 13.4 km² corresponden a tierra firme y (0%) 0 km² es agua.

## Demografía
Según el censo de 2010, había 23138 personas residiendo en Maple Heights. La densidad de población era de 1.727,31 hab./km². De los 23138 habitantes, Maple Heights estaba compuesto por el 27.99% blancos, el 68.23% eran afroamericanos, el 0.17% eran amerindios, el 1.02% eran asiáticos, el 0% eran isleños del Pacífico, el 0.51% eran de otras razas y el 2.07% pertenecían a dos o más razas. Del total de la población el 1.54% eran hispanos o latinos de cualquier raza.